# Schwarznackentangare
Die Schwarznackentangare (Tangara labradorides) ist eine Vogelart aus der Familie der Tangaren (Thraupidae). Die Art hat ein großes Verbreitungsgebiet, das die südamerikanischen Länder Kolumbien, Ecuador und Peru umfasst. Der Bestand wird von der IUCN als nicht gefährdet (Least Concern) eingeschätzt.

## Merkmale
Die Schwarznackentangare erreicht eine Körperlänge von etwa 13 Zentimetern. Der größte Teil des Gefieders wirkt silbergrün bis silberblau je nachdem, wie das Licht einfällt. Der Scheitel und ein breiter Augenstreifen sind opaleszent grün bis strohgolden. Die Augenmaske, die Mitte der Krone und der Nacken sind schwarz. Die schwarze Schultern, Armschwingen und Schwanzfedern haben grüne Ränder. Nur an den Armschwingen sind die Ränder überwiegend blau. Der mittlere Bauchteil und die Unterschwanzdecken sind gelbbraun bis zimtfarben.

## Verbreitung und Lebensraum
Die Art kommt eher selten in feuchten Bergwäldern vor. Meist bewegt sie sich in den Baumkronen an Waldrändern und Sekundärvegetation der subtropischen Zone in Höhen zwischen 1300 und zu 2200 Metern.

## Verhalten
Der Vogel ist sehr aktiv und klettert akrobatisch zwischen dünnen Ästen und Zweigen. Dabei hängt und flattert er auch am äußeren Laubwerk und untersucht dabei die Unterseite der Blätter nach Arthropoden. Meist ist er paarweise oder in kleineren Gruppen unterwegs. Oft sieht man ihn auch zusammen mit anderen Tangarenarten. Im Gegensatz zu den meisten anderen Tangaren ist er kein ausgesprochener Waldvogel.

## Unterarten
Es sind zwei Unterarten beschrieben, die sich vor allem in ihrer Färbung und ihrem Verbreitungsgebiet unterscheiden:
- Tangara labradorides labradorides (Boissonneau, 1840) – Nominatform. Kommt in Kolumbien an den Hängen der West-, Ost- und Zentralanden vor. In Ecuador nur an den Westhängen südlich bis in Provinz Pichincha präsent.
- Tangara labradorides chaupensis Chapman, 1925[1] Die generelle Färbung ist grüner. Der Bauch ist wesentlich blasser. Der weißliche Bereich zieht sich bis zur Brust und dem größten Teil des Bauches. Der Scheitel hat entweder nur einen minimalen oder gar keinen goldenen Schimmer. Die Ränder an den Handschwingen sind goldgrün statt blau. Das Verbreitungsgebiet ist der Südosten Ecuadors bis in den Nordwesten der peruanischen Provinz Huancabamba. Das erste beschriebene Exemplar stammte aus Chaupe.

## Namensgebung
Auguste Boissonneau beschrieb diese Schillertangare zunächst unter Tanagra (Aglaia) labradorides. Der Name beschreibt die typische Farbe des Labradorits.